# Scoliidae
Los escólidos o avispas escólidas (Scoliidae) son una familia de himenópteros apócritos de distribución mundial, con un total de aproximadamente 560 especies en más de 140 géneros.

## Características
Son avispas grandes, robustas y velludas. En general son negras con franjas de colores brillantes naranja o amarillo. Las alas suelen presentar un aspecto arrugado cerca de la punta. Los machos son más delgados y alargados que las hembras, con antenas más largas, pero en general el dimorfismo sexual no es tan pronunciado como en Tiphiidae o Thynnidae, dos familias relacionadas. El mesosterno y el metasterno están separados por una sutura recta.

## Historia natural
Son avispas solitarias, parásitos externos de larvas de escarabajos. Las hembras encuentran tales larvas, las paralizan con el veneno de su aguijón, construyen una celdilla bajo tierra y después depositan un huevo.
Las avispas escólidas son agentes de control biológico importantes porque los escarabajos de los que se alimentan incluyen potenciales plagas como el escarabajo japonés. Los adultos son polinizadores de importancia secundaria de flores silvestres.
Se conoce una especie, Campsomeris bistrimacula,  que efectúa pseudocopulación con las flores de una orquídea sudamericana, Geoblasta pennicillata. Estas flores tienen la apariencia y el aroma de hembras de la especie de avispa con lo que engañan a los machos. 

## Taxonomía

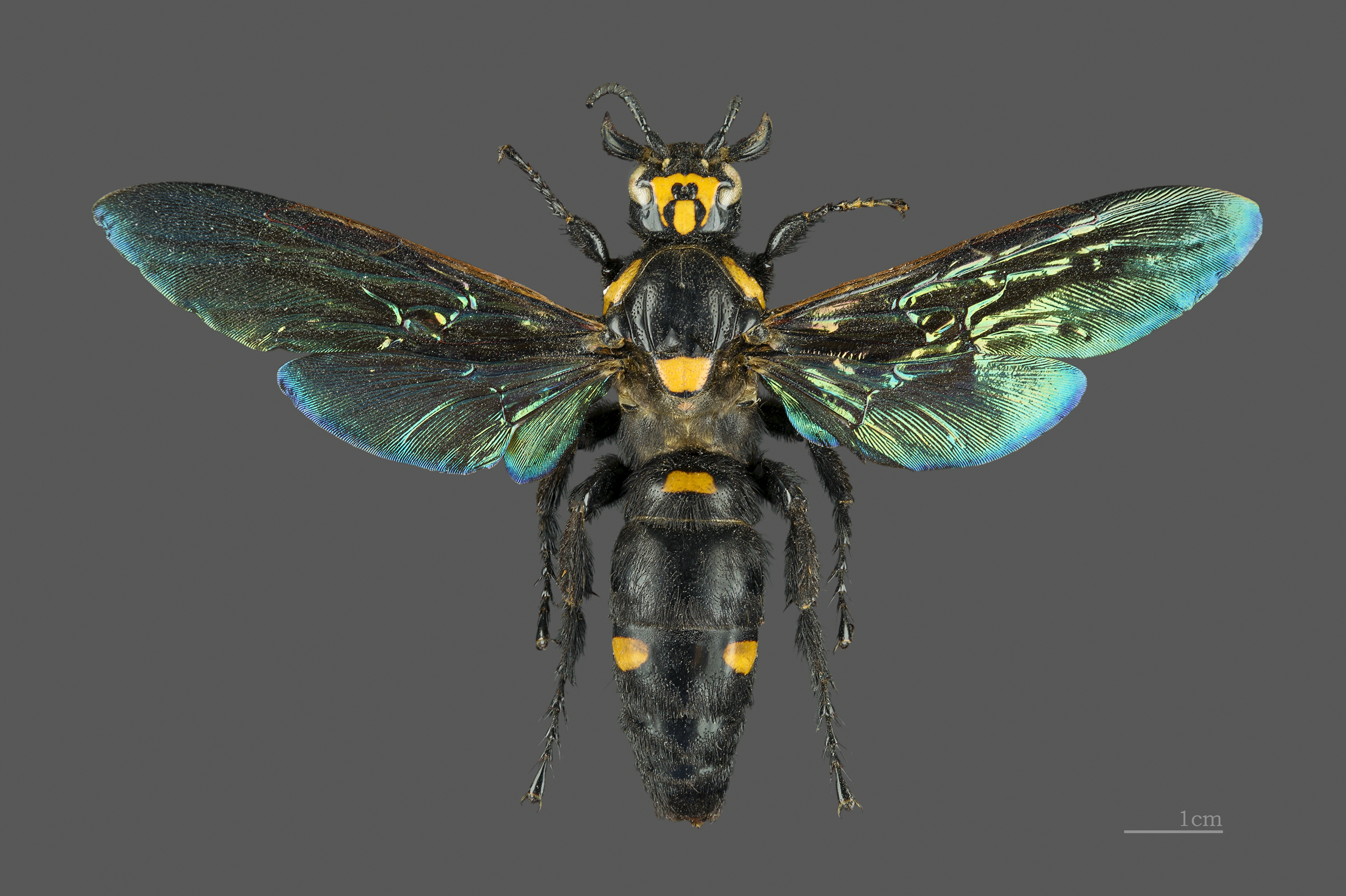
Megascolia procer, Indonesia

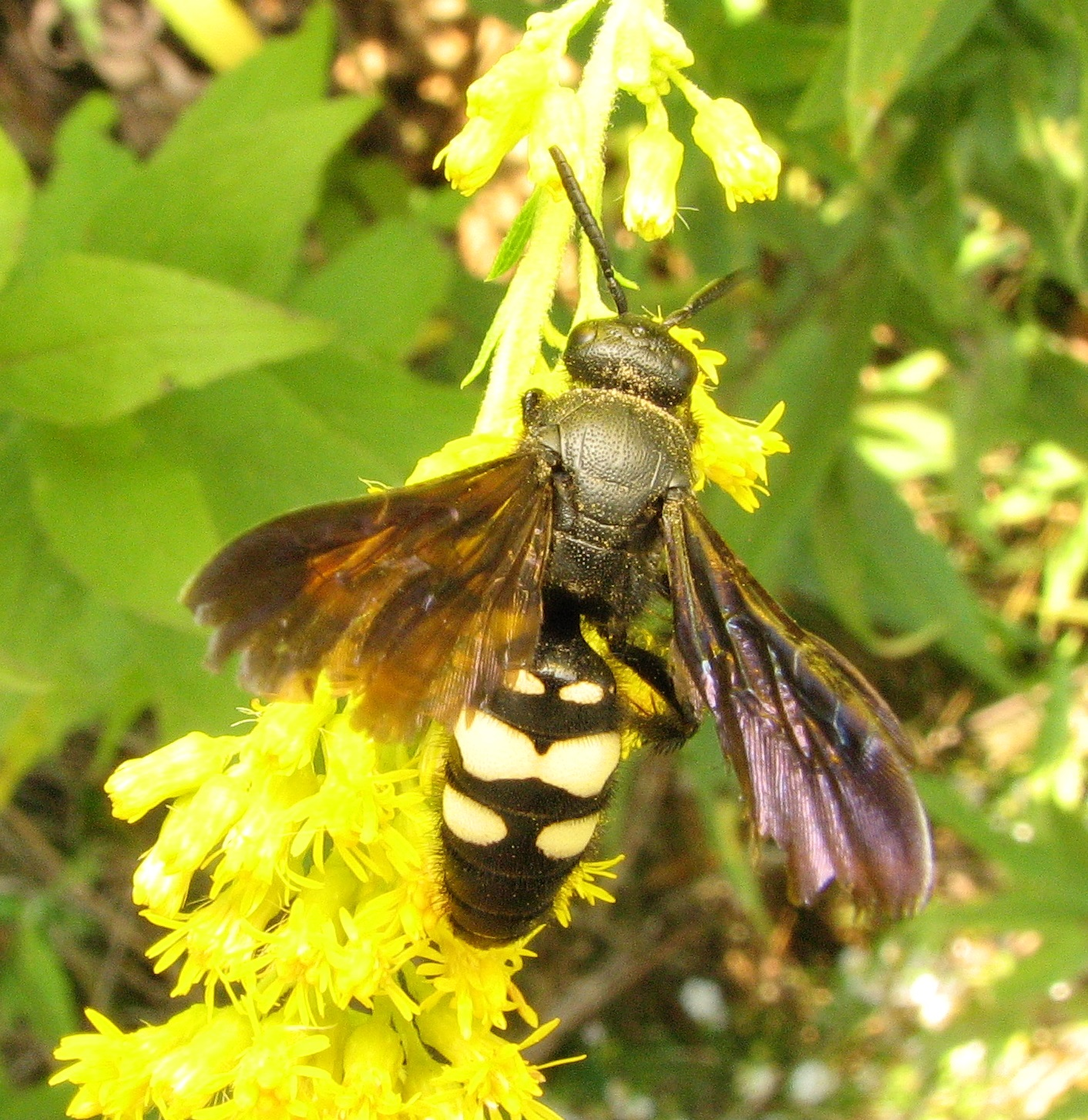
Scolia bicincta, hembra, Estados Unidos

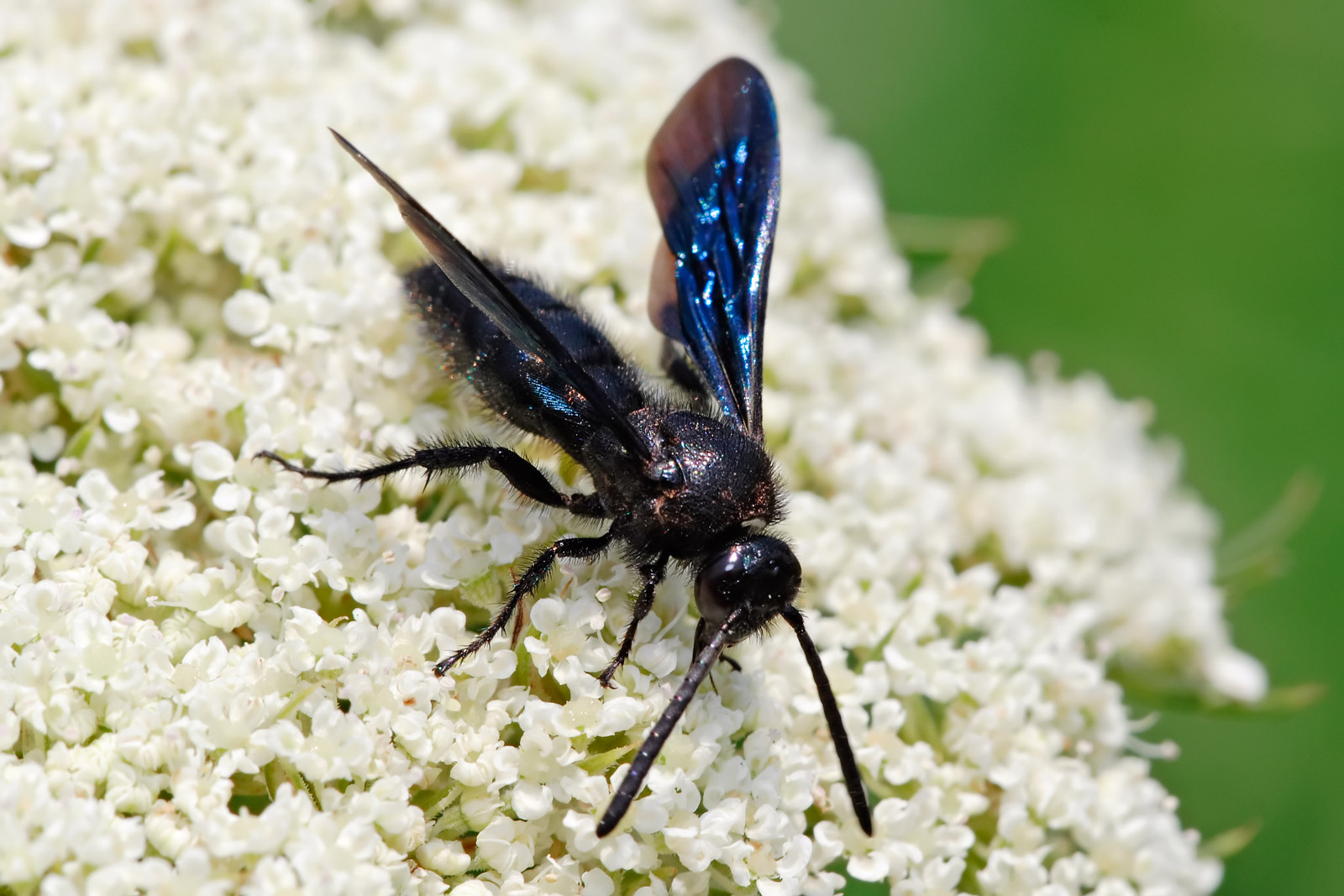
Austroscolia soror, Australia

La clasificación de los géneros de Scoliidae es como sigue:

### Subfamilia:Proscoliinae
- Proscolia (Rasnitsyn 1977)[4]

### Subfamilia:Scoliinae

#### Tribu:Campsomerini
- Aelocampsomeris  Bradley 1957
- Aureimeris Betrem, 1972
- Australelis Betrem, 1962
- Campsomeriella Betrem, 1941
- Campsomeris Lepeletier, 1838
- Cathimeris Betrem, 1972
- Charimeris  Betrem, 1971
- Colpa Dufour, 1841
- Colpacampsomeris Betrem,  19671
- Crioscolia Bradley, 1951
- Dasyscolia Bradley, 1951
- Dielis Saussure & Sichel, 1864
- Extrameris Betrem, 1972
- Guigliana Betrem, 1967
- Laevicampsomeris  Betrem, 1933
- Leomeris Betrem, 1972
- Lissocampsomeris Bradley, 1957
- Megacampsomeris Betrem, 1928
- Megameris Betrem, 1967
- Micromeriella Betrem, 1972
- Peltatimeris Betrem, 1972
- Phalerimeris Betrem, 1967
- Pseudotrielis Betrem, 1928
- Pygodasis  Bradley, 1957
- Radumeris Betrem, 1962
- Rhabdotimeris  Bradley, 1957
- Sericocampsomeris Betrem, 1941
- Sphenocampsomeris  Bradley, 1957
- Stygocampsomeris  Bradley, 1957
- Tenebromeris  Betrem, 1963
- Trisciloa Gribodo, 1893
- Tristimeris Betrem, 1967
- Tubatimeris Betrem, 1972
- Tureimeris  Betrem, 1972
- Xanthocampsomeris Bradley, 1957

#### Tribu:Scoliini
- Austroscolia  Betrem, 1927
- Diliacos Saussure & Sichel, 1864
- Laeviscolia Betrem, 1928
- Liacos Guérin-Méneville, 1838
- Megascolia Betrem, 1928
- Microscolia Betrem, 1928
- Mutilloscolia Bradley, 1959
- Pyrrhoscolia Bradley, 1957
- Scolia Fabricius 1775
- Triscolia de Saussure 1863